# Gaby Rückert
Gaby Rückert (* 1. Juli 1951 in Ost-Berlin) ist eine deutsche Balladensängerin, deren Karriere in der DDR begann.

## Leben
Erste Bühnenerfahrungen sammelte sie 1969 als Sängerin beim Felix-Sextett, einer Studentenband der Hochschule für Musik „Hanns Eisler“ Berlin.
Nach dem Abitur und ihrer Ausbildung zur Krankenschwester studierte sie von 1971 bis 1975 an der Hochschule für Musik „Franz Liszt“ Weimar Musik. 1974 wurde sie Gesangssolistin im Tanzorchester von Fips Fleischer und wechselte 1975 zur Big Band von Hellmut Richter. Beim Interpretenwettbewerb 1976 erhielt sie einen Nachwuchspreis verbunden mit einem Fördervertrag beim Komitee für Unterhaltungskunst.
1977 begann Gaby Rückert ihre Solokarriere. Bei der Plattenfirma Amiga nahm sie 1978 ihren ersten, von Siegfried Schulte komponierten Singlehit auf: So ging noch nie die Sonne auf. In Zusammenarbeit mit Franz Bartzsch und Ingeburg Branoner platzierte sie sich 1979 mit Hochzeitmachen und Schneewittchen hat’s gut in mehreren DDR-Hitparaden. Ihr 1980 erschienenes Debütalbum Berührung verkaufte sich 250.000 Mal. Der Titelsong – ihr größter Hit – wurde von Ingrid Peters gecovert. Gemeinsam mit Thomas Natschinski, Jürgen Walter und Angelika Mann produzierte sie die Kinder-LP Kinderfest. Beim 10. Internationalen Schlagerfestival Dresden 1981 gewann sie mit Immer weiter geht die Reise den 1. Preis und wurde mit einem Kunstpreis geehrt. Im gleichen Jahr erschien ihr Singlehit Teil mit mir. In der Show von Frank Schöbel war sie von 1981 bis 1982 Stargast. Ihr zweites Soloalbum Guten Tag nahm sie 1982 auf.
1983 trat sie beim Chanson- und Popfestival Kärnten International in Villach auf.
Noch im gleichen Jahr produzierte sie gemeinsam mit Natschinski und Walter die zweite Kinder-LP, Märchenlieder. Weiterhin tourte sie bis 1983 als Solistin mit verschiedenen Tourneeprogrammen. Mit ihrer Band YOYO – bestehend aus den Bandmitgliedern von Holger Biege, der die DDR verlassen hatte – tourte sie von 1983 bis 1987 im In- und Ausland. Zu dieser Band gehörten:
- Thilo Pietschmann (* 1954), Schlagzeug, der später zu Lift ging;
- Peter Hähner (* 1954), Bassgitarre;
- Andreas Kruppke, Keyboard;
- Victor Heyse Gitarre, der vorher bei Babylon und Peter-Holten-Sextett gespielt hatte und später zu Hufeisen ging;
- Bernd Bangel (* 1953), ehemals Babylon und Peter-Holten-Sextett, ging später zu Bona Dea.

1987 lernte sie den Gitarristen und Sänger Ingo Koster von der Band Drei kennen; mit ihm nahm sie 1992 das Album Talisman auf, etablierte sich als Textautorin und beendete die Zusammenarbeit mit ihrer ehemaligen Band. 1989 begann Carsten Görner († 2019) seine Solokarriere und verließ Drei, Gaby Rückert arbeitete fortan nur noch mit Burkhard Neumann und Ingo Koster zusammen und sie benannten sich in Little Boat um.
Wegen unzureichender Auftrittsmöglichkeiten zur und nach der Wende arbeitete Gaby Rückert vorübergehend in Niedersachsen als Krankenschwester. 1993 heiratete sie ihren Lebenspartner und Produzenten Ingo Koster. 1995 nahmen sie ihre Arbeit in der Musikbranche wieder auf. Im Dezember 1995 war sie zu Gast im Riverboat und gemeinsam mit Koster in der TV-Sendung Weihnachten bei uns mit dem Song Zu Haus, eine Auskoppelung aus dem Album Meine größten Erfolge.
Bei BMG Ariola erschien im Januar 1996 das Album Gaby Rückert – Meine größten Erfolge. Im April 2000 produzierten Rückert und Koster das Album Meine Geheimnisse mit dem Song Der Sand von Rügen, der sich fünf Wochen unter den Top Ten der Hitparade von NDR1 Radio MV hielt. Mit der Single Kerzenschein in der Seele platzierten sich Rückert & Koster 2001 in der Schlagerhitparade von Antenne Brandenburg mehrere Wochen unter den Top Ten. Seit 2002 sind Rückert & Koster unplugged wieder auf Kleinkunst- und Theaterbühnen unterwegs. 2003 veröffentlichten sie gemeinsam ihr Album Immer weiter geht die Reise.
2005 begegneten sich Gaby Rückert und Gisela Steineckert. Es kam zur Zusammenarbeit; wenig später standen beide gemeinsam auf der Bühne. Bei Choice of Music erschien anlässlich ihres 30-jährigen Bühnenjubiläums 2006 das Album Berührung – Gaby Rückert: Das Porträt. Gaby Rückert erlebte 2007 ein Comeback auf dem Berliner Gendarmenmarkt, wo sie gemeinsam mit Thomas Natschinski zur East Rock Symphony 2007 ihren Hit Berührung interpretierte.
Im Frühjahr 2010 veröffentlichte Gaby Rückert mit Lebenswert – Zwischen Liebe und Schmerz erstmals ein gemeinsames Album mit Ingo Koster, der dabei auch als Sänger tätig war. Noch im gleichen Jahr veröffentlichten sie mit Weihnachtszeit ein Weihnachts-Album zu Gunsten der Tierhilfe Wendland e. V.
Rückert lebt in Berlin und im Wendland.
Am 21. Mai 2023 teilten Gaby Rückert und Ingo Koster mit, dass sie „in der bisherigen Konstellation Gaby Rückert & Ingo Koster nicht mehr auftreten können". Grund sei Ingos Erkrankung. Ihm gehe es dennoch gut“.

## Diskografie

### Singles
- 1978: So ging noch nie die Sonne auf (Amiga)
- 1979: Hochzeitmachen (Amiga)
- 1980: Schneewittchen hat’s gut (Amiga)
- 1981: Teil mit mir (Amiga)
- 1982: Guten Tag (Amiga)
- 1982: Augenblicke (Amiga)
- 1989: Anderswo (Maxi-Single; Amiga)
- 1998: Unsere Zeit, sie war doch auch ganz schön (Maxi-Single; Coster Record)
- 1999: Lass alles so wie es immer war (Van Dango Media)
- 2001: Vielleicht erkenne ich es irgendwann (Van Dango Media)
- 2003: Am Strande von Quetzin (Maxi-Single; Coster Record)

### Alben
- 1980: Berührung (Amiga)
- 1980: Kinderfest (Amiga; mit Angelika Mann, Thomas Natschinski und Jürgen Walter)
- 1982: Guten Tag (Amiga)
- 1983: Märchenlieder (Amiga; mit Angelika Mann, Thomas Natschinski und Jürgen Walter)
- 1985: Unterm Weihnachtsbaum (Amiga)
- 1992: Talisman (Coster Record)
- 1996: Meine größten Erfolge (BMG Ariola)
- 2000: Meine Geheimnisse (Coster Record)
- 2003: Immer weiter geht die Reise (Coster Record)
- 2005: Talisman 2 (Coster Record)
- 2006: Berührung (Das Porträt) (Choice of Music)
- 2008: Die großen Erfolge (Sony BMG)
- 2010: Lebenswert – Zwischen Liebe und Schmerz (Coster Records)
- 2010: Weihnachtszeit (Coster Records)